# Hypsugo arabicus
Hypsugo arabicus — вид рукокрилих ссавців із родини лиликових.

## Середовище проживання
Країни поширення: Іран, Оман. В Ірані ці кажани були зібрані над басейном періодичної річки, в оточенні низинних пустельних і напівпустельних місць проживання (близько 130 м над рівнем моря). Вид комахоїдний.

## Загрози та охорона
Основні загрози невідомі. Заходи по збереженню не провадяться.

## Опис
Це невеликий кажан довжиною 66,7 мм із довжиною передпліччя 29 мм. Гаррісон описав його як "одного з найменших арабських кажанів".